# Susan Dey
Susan Dey, pseudonimo di Susan Hallock Smith (Pekin, 10 dicembre 1952), è un'attrice statunitense, nota per aver preso parte alle serie televisive La famiglia Partridge e Avvocati a Los Angeles.

## Riconoscimenti
- Young Hollywood Hall of Fame (1970's)

## Filmografia

### Cinema
- Il pirata dell'aria (Skyjacked), regia di John Guillermin (1972)
- Giovane amore (First Love), regia di Joan Darling (1977)
- Troppo belle per vivere (Looker), regia di Michael Crichton (1981)
- Echo Park, regia di Robert Dornhelm (1986)
- Dimensioni parallele (The Trouble with Dick), regia di Gary Walkow (1987)
- That's Adequate, regia di Harry Hurwitz (1989)
- Avenged, regia di Rift Kahn (1998)
- Rain, regia di Robert J. Wilson (2003)

### Televisione
- La famiglia Partridge (The Partridge Family) – serie TV, 96 episodi (1970-1974)
- Ghost Story – serie TV, 1 episodio (1973)
- Terror on the Beach, regia di Paul Wendkos – film TV (1973)
- Nata libera (Born Free) – serie TV, 1 episodio (1974)
- A tutte le auto della polizia (The Rookies) – serie TV, 1 episodio (1975)
- Una signora per bene (Cage Without a Key), regia di Buzz Kulik – film TV (1975)
- S.W.A.T. – serie TV, 2 episodi (1975)
- Hawaii Squadra Cinque Zero (Hawaii Five-O) – serie TV, 1 episodio (1975)
- Matt Helm – serie TV, 1 episodio (1976)
- Petrocelli – serie TV, 1 episodio (1976)
- Good Heavens – serie TV, 1 episodio (1976)
- Racconti della frontiera (The Quest) – serie TV, 1 episodio (1976)
- Le strade di San Francisco (The Streets of San Francisco) – serie TV, 2 episodi (1976)
- Barnaby Jones – serie TV, 1 episodio (1977)
- Loves Me, Loves Me Not – serie TV, 6 episodi (1977)
- Non piangerò più (Mary Jane Harper Cried Last Night), regia di Allen Reisner – film TV (1977)
- Piccole donne (Little Women), regia di David Lowell Rich e Gordon Hessler – miniserie TV (1978)
- The Comeback Kid, regia di Peter Levin – film TV (1980)
- Il dono della vita (The Gift of Life), regia di Jerry London – film TV (1982)
- Malibu, regia di E.W. Swackhamer – miniserie TV (1983)
- Sunset Limousine, regia di Terry Hughes – film TV (1983)
- Navy (Emerald Point N.A.S.) – serie TV, 22 episodi (1983-1984)
- Una luce nel buio (Love Leads the Way: A True Story), regia di Delbert Mann – film TV (1984)
- Avvocati a Los Angeles (L.A. Law) – serie TV, 126 episodi (1986-1992)
- Un angelo in divisa (Angel in Green), regia di Marvin J. Chomsky – film TV (1987)
- A Place at the Table, regia di Arthur Allan Seidelman – film TV (1988)
- I Love You Perfect, regia di Harry Winer – film TV (1989)
- Benedizione mortale (Bed of Lies), regia di William A. Graham – film TV (1992)
- Love & War – serie TV, 23 episodi (1992-1993)
- Bugie d'amore (Love, Lies & Lullabies), regia di Rod Hardy – film TV (1993)
- Madri in guerra (Whose Child Is This? The War for Baby Jessica), regia di John Kent Harrison – film TV (1993)
- Per mancanza di prove (Beyond Betrayal), regia di Carl Schenkel – film TV (1994)
- Deadly Love, regia di Jorge Montesi – film TV (1995)
- Blue River, regia di Larry Elikann – film TV (1995)
- Il ponte sul tempo (Bridge of Time), regia di Jorge Montesi – film TV (1997)
- In tribunale con Lynn (Family Law) – serie TV, 1 episodio (1999)
- Disappearance, regia di Walter Klenhard – film TV (2002)
- L.A. Law: The Movie, regia di Michael Schultz – film TV (2002)
- Squadra emergenza (Third Watch) – serie TV, 2 episodi (2004)

### Doppiaggio
- Goober e i cacciatori di fantasmi (Goober and the Ghost Chasers) - serie TV, 8 episodi (1973)
- Partridge Family 2200 AD - serie TV (1974)
- Fred Flintstone and Friends - serie TV (1977)

## Doppiatrici italiane
Nelle versioni in italiano dei suoi film, Susan Dey è stata doppiata da:
- Emanuela Rossi in Troppo belle per vivere
- Silvia Pepitoni in Echo Park
- Simonetta Galli in La famiglia Partridge
- Eva Ricca in Piccole donne
- Margherita Sestito in Malibu
- Roberta Paladini in Navy
- Claudia Razzi in Avvocati a Los Angeles
- Monica Gravina in Benedizione mortale
- Liliana Sorrentino in Bugie d'amore
- Cristina Boraschi in Madri in guerra

Da doppiatrice è sostituita da:
- Antonella Rendina in Goober e i cacciatori di fantasmi